# Alice Reeves
Alice Reeves (décembre 1874 - 21 octobre 1955) est une infirmière irlandaise et matrone du Dr Steevens' Hospital (en) de Dublin,. Décrite par le chirurgien, TG Wilson, comme « sans aucun doute l'une des plus grandes infirmières que l'Irlande n'ait jamais produite. » Reeves a aidé à créer les premières règles du conseil général des infirmières dans les années 1920 et elle a reçu la médaille Florence Nightingale.

## Biographie
Alice Reeves est née en décembre 1874. Elle est la fille du révérend Charles Robert Reeves, et de Charlotte Reeves (née Haire). À l'âge de cinq ou six ans, Reeves devient orpheline et est élevée par sa tante. À 19 ans, elle va à l'hôpital d'Adélaïde, à Dublin, pour suivre une formation d'infirmière, y restant comme responsable de salle après sa formation. Elle est nommée matrone du Royal Victoria Eye and Ear Hospital en 1908 et y reste jusqu'au 22 octobre 1918, date à laquelle elle a été nommée dame surintendante et matrone du Dr Steevens' Hospital. Elle occupera ce poste pendant 30 ans.
Au moment de sa nomination au sein du Dr Steevens Hospital, l'économie souffrait au lendemain de la Première Guerre mondiale, ce qui a conduit à la nécessité de modifier les exigences de formation des infirmières pour attirer des candidats appropriés. L'une des premières suggestions que Reeves au conseil d'administration de l'hôpital est d'abolir le droit d'entrée pour les infirmières en probation. Au lieu de cela, les infirmières stagiaires ne recevraient leur certificat de qualification qu'après avoir suivi une formation de trois ans, prouvant leur capacité d'infirmière. La mise en place de cette pratique a contribué à la professionnalisation et à la normalisation des soins infirmiers, reflétant les travaux similaires de Margaret Huxley au Sir Patrick Dun's Hospital de Dublin,.
Reeves est la première présidente de la Ligue des infirmières de l'hôpital d'Adélaïde et une fondatrice du comité de Florence Nightingale. Lorsque le Conseil national des infirmières a été créé en vertu de la loi de 1919 sur l'enregistrement des infirmières (Irlande), elle est l'une des premières personnes nommées. À la création de l'État libre d'Irlande en 1922, elle demande officiellement l'affiliation du conseil au Conseil international des infirmières à Helsinki, en Finlande. Avec Huxley, Reeves joue un rôle déterminant dans la formulation des premières règles du conseil général des infirmières, un conseil qui a été fondé après l'adoption de la loi sur l'enregistrement des infirmières en 1925. Elle est membre fondatrice de l'Irish Matrons' Association et aide à rédiger sa constitution. Elle est également fondatrice du Nation's Tribute to Nurses Fund, un fonds qui soutenait financièrement les infirmières âgées ou en difficulté financière,.
Pour son travail dans la normalisation et la professionnalisation des soins infirmiers, Reeves a reçu plusieurs distinctions. Elle reçoit une Croix-Rouge royale pour son travail pendant la Première Guerre mondiale. L'Université de Dublin lui décerne une maîtrise honorifique en 1947 et en 1949. Elle est la première Irlandaise à recevoir la médaille Florence Nightingale. Lorsqu'elle prend sa retraite, elle reçoit un portrait d'elle-même. Reeves meurt au foyer de soins Merrion le 21 octobre 1955 et est enterré au cimetière Mount Jerome.